# Таня Чуб
Таня Чуб, Тетяна Чуб (рос. Татьяна Чуб, 16 травня 1970, СРСР) — радянська, українська і нідерландська шашкістка. Перша жінка — учасниця фіналу чоловічого чемпіонату Нідерландів з міжнародних шашок (2004 рік), міжнародний гросмейстер серед жінок.

## Життєпис
Народилася в УРСР у м. Харкові.
Чемпіонка Європи 2002 року, срібний призер 1-х Всесвітніх інтелектуальних ігор 2008 року, бронзовий призер чемпіонатів СРСР 1990—1991 років з міжнародних шашок.
Учасниця чемпіонатів світу серед жінок 1991 року (від СРСР, 5 місце), 1993 року (від України, 8 місце), 2001 року (від Нідерландів, 7 місце), 2003 року (6 місце).
Призер чемпіонату України (м. Вінниця): у 1992 р. зайняла 2-у місце, у 1993 р. — 3 місце.
Виступає за Нідерланди з 1996 року, грала за клуб DDV (Дордрехт) . Чемпіонка цієї країни серед жінок 1998, 2001, 2005, 2007 і 2008 років. Учасниця фінальної серії чемпіонату Нідерландів серед чоловіків 2004 року.
У 2010 році Таня Чуб оголосила про відхід від шашок. Це було пов'язано з конфліктом у національній шашковій федерації Нідерландів після того, як Чуб позбавили тренерської підтримки та вигнали з групи нідерландських учасників на Всесвітніх інтелектуальних іграх в Пекіні. Вона працює в архіві Амстердамського суду .